# Siegbert Horn
Siegbert Horn (Hartmannsdorf em Herzberg (Elster), Brandemburgo, 11 de maio de 1950 - 9 de agosto de 2016) foi um canoísta de slalom alemão na modalidade de canoagem.
Foi vencedor da medalha de Ouro em Slalom K-1 em Munique 1972.